# Stefan Weinzierl (Musiker)
Stefan Weinzierl (* 7. Februar 1985 in Günzburg) ist ein deutscher Musiker (Schlagzeug, Percussion).

## Leben
Stefan Weinzierl studierte zunächst Musikpädagogik, Musikwissenschaft und Erziehungswissenschaften an der Universität Regensburg (Staatsexamen). Im Anschluss daran erfolgte ein künstlerisches Schlagzeug-Studium an der Hochschule für Musik und Theater Hamburg, das er 2010 mit dem Masterexamen abschloss.
Bereits während seines Masterstudiums wurde er Endorser für den niederländischen Schlagwerkhersteller ADAMS.
Stefan Weinzierl tritt hauptsächlich als Solomusiker oder in wechselnden kammermusikalischen Besetzungen auf. Dabei arbeitet er oft mit Künstlern aus anderen Sparten zusammen. So zum Beispiel in Projekten mit den Schauspielern Ulrike Folkerts, Claudia Michelsen, Anja Topf, Wanja Mues, ChrisTine Urspruch, Rolf Becker, Ludwig Blochberger, Walter Sittler, Dominic Raacke, Mark Waschke, Dietmar Bär, Andreas Pietschmann, Sylvester Groth und Devid Striesow. Bei seinen Konzerten setzt Weinzierl eine große Anzahl an Perkussionsinstrumenten ein und arbeitet zudem häufig mit Elektronik. Er interpretiert Kompositionen überwiegend zeitgenössischer Komponisten sowie Eigenkompositionen und Improvisationen. Seine Projekte führten unter anderem zu Gastspielen beim Greatest Hits Festival für zeitgenössische Musik der Elbphilharmonie-Konzerte, auf dem enter 4th festival Prag, den Maifestspielen Wiesbaden, den Festspielen Mecklenburg-Vorpommern, der NIME Oslo, den Ruhrfestspielen Recklinghausen und zur San Francisco Symphony. Mit Dockside Drums gestaltete er von 2015 bis 2020 eine eigene Konzertreihe in der Hamburger Hafencity. Am 3. Oktober 2019 war Weinzierl Solo-Musiker beim ARD-Fernsehgottesdienst am Tag der Deutschen Einheit in Kiel.
In seinem Tonstudio in Hamburg produziert Weinzierl Schlagzeug-Aufnahmen für Medienproduktionen aller Art. Dabei agiert er als Studiomusiker und / oder Komponist und Produzent. Für den Silberfuchs-Verlag komponierte und produzierte er die Musik zu den Hörbüchern Mecklenburg-Vorpommern hören.erleben.entdecken, Martin Luther:Freiheit. Gnade. Mensch, für den Buchfunk Verlag Ich musste raus. Wege aus der DDR, Die Blechtrommel, Momo, Die Zeitmaschine, Rache zeugt die schönsten Morde, Alice im Wunderland, Nicht nur zur Weihnachtszeit und Traumnovelle.
Stefan Weinzierl konzipiert und leitet zudem Musikvermittlungs-Programme. Als Dozent bei Workshops war er unter anderem im Projekt BeatObsession der Elbphilharmonie Hamburg und im Feld Teambuilding für Unternehmen tätig.

## Hörbücher
- 2015: Corinna Hesse: Mecklenburg-Vorpommern. Sprecher: Anne Moll und Clemens von Ramin. 1 CD. Silberfuchs-Verlag, ISBN 978-3-940665-38-6.
- 2016: Corinna Hesse: Martin Luther – Freiheit. Gnade. Mensch Sprecher: Rolf Becker. 1 CD, 80 min. Silberfuchs-Verlag, ISBN 3-940665-36-3.
- 2019: Constantin Hoffmann: Ich musste raus – Wege aus der DDR. Sprecher: Ludwig Blochberger. 2 CDs, 118 min., Buchfunk Verlag, ISBN 978-3-86847-428-2.
- 2021: Günter Grass: Die Blechtrommel. Sprecher: Devid Striesow. 2 CDs, 98 min., Buchfunk Verlag, ISBN 978-3-86847-598-2
- 2021: H. G. Wells: Die Zeitmaschine. Sprecher: Dominic Raacke. 2 CDs, 101 min., Buchfunk Verlag, ISBN 978-3-86847-602-6
- 2021: Michael Ende: Momo. Sprecher: Walter Sittler, 2 CDs, 102 min., Buchfunk Verlag, ISBN 978-3-86847-612-5
- 2022: Anke Gebert: Rache zeugt die schönsten Morde. Sprecherin: Anja Topf, 2 CDs, 98 min, Buchfunk Verlag, ISBN 978-3-86847-615-6
- 2023: Lewis Carroll: Alice im Wunderland. Sprecherin: ChrisTine Urspruch, 2 CDS, 92 min, Buchfunk Verlag, ISBN 978-3-86847-639-2
- 2024: Heinrich Böll: Nicht nur zur Weihnachtszeit. Sprecher: Dietmar Bär, 2 CDs, 88 min, Buchfunk Verlag, ISBN 978-3-96097-008-8
- 2024: Arthur Schnitzler: Traumnovelle. Sprecher: Andreas Pietschmann, 2 CDs, 93 min, Buchfunk Verlag, ISBN 978-3-96097-010-1